# Champawat (huyện)
Huyện Champawat là một huyện thuộc bang Uttarakhand, Ấn Độ. Thủ phủ huyện Champawat đóng ở Champawat. Huyện Champawat có diện tích 1781 ki lô mét vuông. Đến thời điểm năm 2001, huyện Champawat có dân số 224461 người.